# Эверт, Артур
Артур Э́верт (нем. Arthur Ewert; 13 ноября 1890, Хайнрихсвальде — 3 июля 1959, Берлин) — немецкий революционер, представитель ИККИ в КПК, и латиноамериканском бюро Коминтерна, участник ноябрьского восстания в Бразилии. Муж Элизы Эверт.

## Биография
Родился в семье мелкого крестьянина. В 1908 году вступил в СДПГ. В 1914 году эмигрировал в Канаду, где включился в антивоенную деятельность социалистических групп. В 1919 году из-за своей активности был арестован и депортирован в Германию. Там он присоединился к КПГ. В 1923 году избран в ЦК, одновременно руководит партийным отделением в Гессене. После гамбургского восстания вынужден перейти на нелегальное положение, на котором оставался вплоть до 1928 года, когда его избирают в рейхстаг.
С 1930 года — в аппарате Коминтерна в Москве, выполняет обязанности представителя ИККИ в Коммунистической партии Китая и латиноамериканском бюро Коминтерна в Буэнос-Айресе и Монтевидео. В 1934 году вместе со своей женой Элизой Эверт, Луисом Карлосом Престесом и Ольгой Бенарио прибывает в Бразилию. После провала ноябрьского восстания на нелегальном положении. Арестован в декабре 1935 года и подвергнут жесточайшим пыткам. Сошёл с ума после того, как у него на глазах пытали и насиловали его жену. В 1937 году приговорён к 13 годам заключения.
В 1942 году переведён в психиатрическую лечебницу. В 1945 году помилован и в 1947 году переправлен в Советскую зону оккупации Германии. Конец жизни провёл в госпиталях Шарите в Берлине и других лечебных заведениях ГДР. Урна с прахом находится в мемориале социалистов на Центральном кладбище Фридрихсфельде в Лихтенберге.